# فرانک مانیون
فرانک مانیون (انگلیسی: Frank Mannion) تهیه‌کننده فیلم اهل ایرلند است که در لندن فعالیت دارد و مالک شرکت تهیه‌کنندگی «سوایپ فیلمز» است.
از فیلم‌ها یا مجموعه‌های تلویزیونی که وی در آن‌ها نقش داشته است، می‌توان به جک‌بوتس در وایتهال و شکوفایی اشاره نمود.